# Majastres
Majastres – miejscowość i gmina we Francji, w regionie Prowansja-Alpy-Lazurowe Wybrzeże, w departamencie Alpy Górnej Prowansji.

## Demografia
Według danych na rok 1990 gminę zamieszkiwało 10 osób, a gęstość zaludnienia wynosiła 0,3 osób/km². W styczniu 2015 r. Majastres zamieszkiwały 2 osoby, przy gęstości zaludnienia wynoszącej 0,07 osób/km². Jest to gmina o najmniejszej liczbie mieszkańców i gęstości zaludnienia w całym departamencie Alpy Górnej Prowansji.